# Christusbasilika (Outeiro)
Die Christusbasilika von Outeiro (portugiesisch Basílica de Santo Cristo de Outeiro)  ist eine Wallfahrtskirche in dem Dorf Outeiro im nordportugiesischen Distrikt Bragança.

## Geschichte

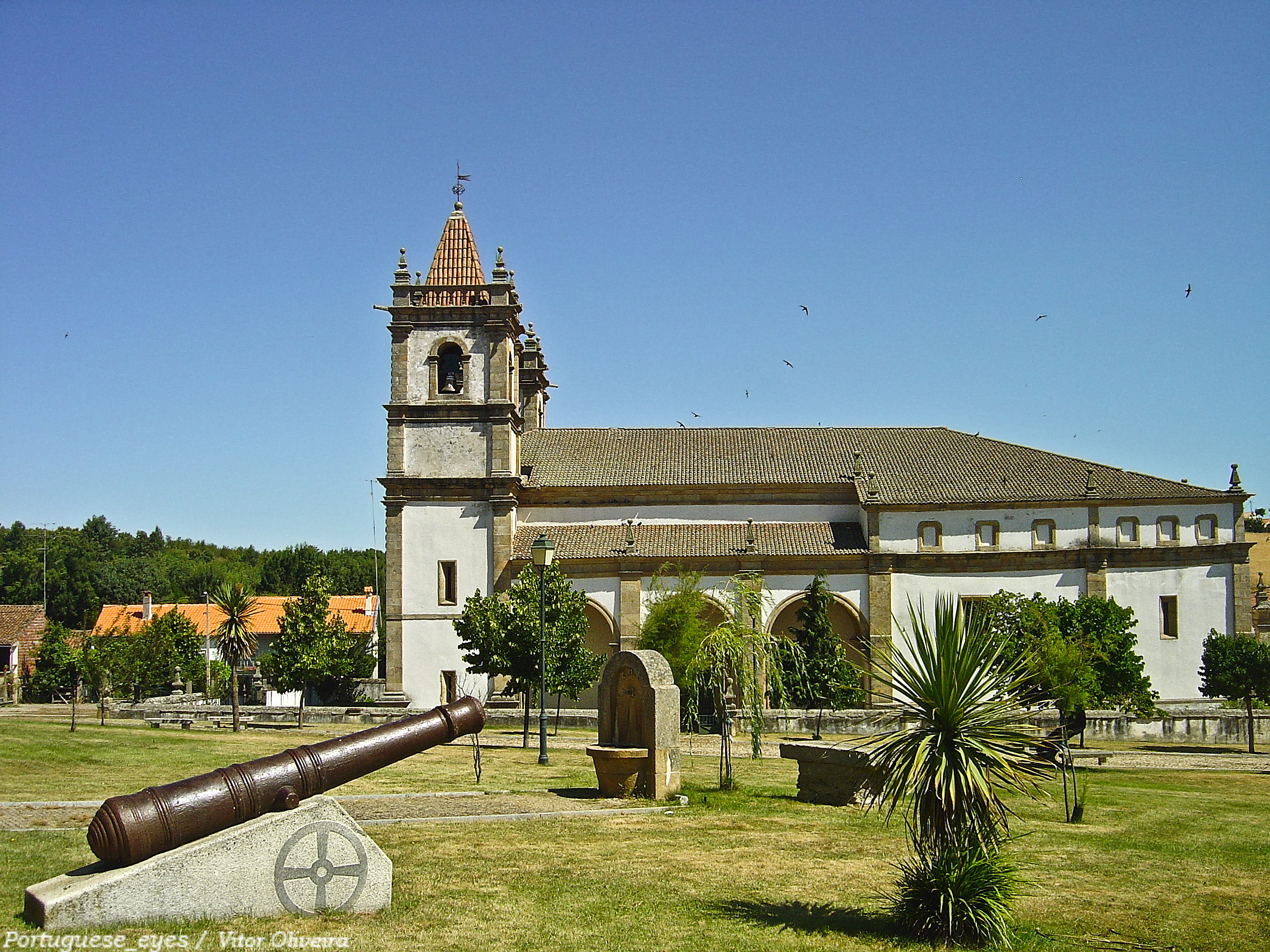
Seitenansicht der Basilika

Die Kirche geht auf ein Blutwunder am 26. April 1698 zurück, in dem das Jesusbild in der damaligen Kapelle des Heiligen Christus Blut schwitzte. Die Kirche wird seit dem 3. Mai 1713 für Gottesdienste genutzt, die Fertigstellung erfolgte im Jahr 1739. Diese wichtige Wallfahrtsstätte ist seit 1927 Nationaldenkmal und erhielt am 12. Juli 2014 durch Papst Franziskus den Titel einer Basilica minor.

## Architektur
Auf dem Grundriss einer Kreuzkirche zeichnet sich der Bau durch Symmetrie und Ausgewogenheit der Proportionen aus. Er zeigt einen barocken Stil, beeinflusst von der manuelinischen Architektur, als Hauptquelle diente die Kirche des Klosters Mosteiro dos Jerónimos. Der Einfluss galicischer und leonischer Architektur ist wesentlich. Die Hauptfassade ist von der Kirche des Klosters São Vicente de Fora inspiriert. Sie wird von einem prächtigen Zwillingspfortenportal, einem großen Ochsenauge und zwei flankierenden Glockentürmen geprägt.
Das Innere ist in barocker Weise ausgestaltet. Besonders hervorzuheben sind die Altäre mit polychromen und vergoldeten Schnitzereien. Der wichtigste Schatz sind die Gemälde in der Sakristei.